# Rudolf Baláž

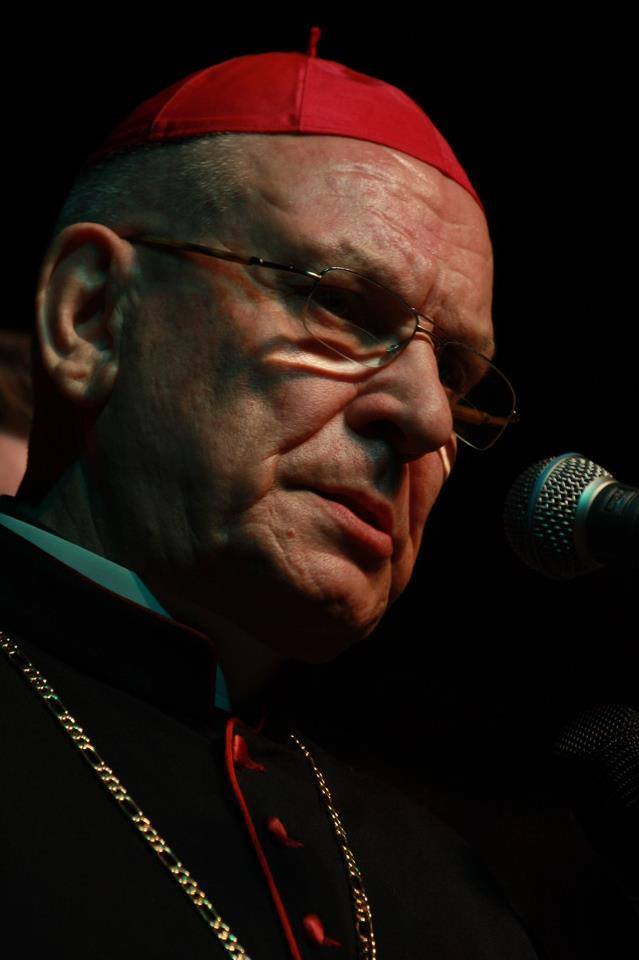
Rudolf Baláž

Rudolf Baláž (* 20. November 1940 in Nevoľné, Banskobystrický kraj, Slowakei; † 27. Juli 2011 in Banská Bystrica) war römisch-katholischer Bischof von Banská Bystrica.

## Leben
Rudolf Baláž studierte von 1958 bis 1963 an der römisch-katholischen Theologischen Fakultät der Comenius-Universität Bratislava und empfing am 23. Juni 1963 die Priesterweihe, obwohl er durch die kommunistische Staatsführung zeitweise vom Studium ausgeschlossen worden war. Er war Vikar in Brezno (1963/65) und Krupina (1965/67). In Kláštor pod Znievom war er Kaplan (1967/68) und in Banská Bystrica Aktuar in der Diözesanverwaltung (1968/70). Nach einer Tätigkeit als Pfarradministrator in Pitelová (1970/71) wurde ihm die staatliche Erlaubnis entzogen, einschließlich jeglicher Seelsorgetätigkeiten. Er war von 1971 bis 1982 Traktor- und Lastwagenfahrer in einer Agrargenossenschaft. 1982 konnte er eine Tätigkeit als Priester erwirken und war bis 1990 Pfarradministrator in Turčiansky Peter.
Papst Johannes Paul II. ernannte ihn 1990 zum Bischof von Banská Bystrica (dt. Neusohl). Die Bischofsweihe spendete ihm am 19. März 1990 Jozef Kardinal Tomko, der Präfekt der Kongregation für die Evangelisierung der Völker; Mitkonsekratoren waren Ján Sokol, Weihbischof in Trnava, und Ján Chryzostom Korec SJ, Bischof von Nitra. Er war von 1994 bis 2000 Vorsitzender der slowakischen katholischen Bischofskonferenz, seit 2003 deren Vizepräsident.
Baláž starb überraschend im Ordinariat in Banská Bystrica an den Folgen einer Embolie.

## Wirken
Rudolf Baláž war ein ausgesprochener Gegner der Regierungen von Ministerpräsident Vladimír Mečiar. Er engagierte sich gegen die Regierungsbeschlüsse gegen die Minderheiten der Ungarn und Roma, insbesondere opponierte er 1996 gegen das vom Kabinett Mečiar gebilligte Gesetz zum Schutz der Republik. Baláž musste eine Hausdurchsuchung der Polizei über sich ergehen lassen wegen angeblichem illegalem Kunsthandel. Die Situation spiegelte sich auch in den zunehmend gespannten Beziehungen zwischen dem Vatikan und dem slowakischen Staat wider; erst mit der Regierung Mikuláš Dzurinda trat ein positiver Wandel ein.